# Luigi Botteon
Luigi Botteon (Varese, 24 juli 1964) is een Italiaans voormalig professioneel wielrenner. Hij kwam onder meer een seizoen uit voor Colnago-Lampre.

## Belangrijkste overwinningen
1986
- Ronde van de Abruzzen

1988
- 4e etappe Herald Sun Tour

## Resultaten in voornaamste wedstrijden
| Jaar | Ronde van Italië | Ronde van Frankrijk | Ronde van Spanje |
| ---- | ---------------- | ------------------- | ---------------- |
| 1987 | 70e              |                     |                  |
| 1988 | 77e              |                     |                  |